# Tetarticlava yoshimotoi
Tetarticlava yoshimotoi är en stekelart som beskrevs av John S. Noyes 1980. Tetarticlava yoshimotoi ingår i släktet Tetarticlava och familjen sköldlussteklar. Inga underarter finns listade i Catalogue of Life.